# Ida Goodson
Ida Goodson, (Pensacola, 1909. november 23. – Pensacola, 2000. január 5.) amerikai bluesénekesnő, zongorista.

## Pályafutása
Goodson a floridai Pensacolában született hét nővér közül a legfiatalabbként, akik közül hatan érték meg a felnőttkort.Goodson Apja és anyja is zongorázott. Apja diakónus volt a pensacolai Mount Olive Baptista Gyülekezetben.
A család minden lánya zenei képzésben részesült, azzal a kizárólagos szándékkal, hogy idővel templomban lépjenek fel. Goodson elmondta, hogy a blues be is tiltva volt a házukban. Ida és nővérei, Mabel, Della, Sadie, Edna és Wilhelmina (ismertebb nevén Billie Pierce) azonban később mindannyian blues- vagy/és dzsesszkarrierbe kezdtek. A Preservation Hall Jazz Bandben gyakran játszott billentyűs hangszereken ő vagy a nővérei egyike. Némafilmeket és táncmulatságokat kísértek zongorán.
A Florida Folk Archive kiadott egy felvételt, amely 1980-ban a Florida Folk Festivalon készült, és amelyen Ida és Sadie Goodson duettje szerepelt. Ida 1987-ben „Florida Folk Heritage Award” díjat kapott.
Egy 2002-es színpadi előadás, a „The Goodson Sisters: Pensacola's Greatest Gift to Jazz” Idára, Wilhelminára és Sadie-ra összpontosított. A PBS (Public Broadcasting Service) „Wild Women Don't Have the Blues” című videoklipje ritka felvételeket tartalmaz Bessie Smithről és Idáról, egykori korrepetitoráról. Chris Heim szakújságíró a Chicago Tribune-ban azt írta, hogy „a lendületes blues- és gospelelőadó, Ida Goodson lenyűgözően mutatja be a gospel és a blues közötti bensőséges kapcsolatot, amikor a "Precious Lord" című dalt egy gazdag, lassú gospel nyitányból egy lendületes boogie-woogie befejezésbe viszi.”
Idősebb éveiben Goodson több Pensacola-i templomban is orgonált.

## Albumok
- 1975: Ida Goodson Sings And Plays Church Music And Songs From The South (LP, Album)
- 1983: Pensacola Piano (Florida Folklife Program, LP)
  - Ida Goodson: Pensacola Piano—Florida Gulf Blues, Jazz, and Gospel című albumot a Florida Folklife Program adta ki.